# Jindřich Stolař
Jindřich Stolař (23. dubna 1904 Praha – 30. března 1968 Praha) byl český malíř, grafik a ilustrátor.

## Život
Narodil se ještě za Rakousko-Uherské monarchie do měšťanské pražské rodiny. Po absolvování reálné školy a studiu na Akademii výtvarných umění v Praze odjel do Paříže, kde u Maurice Sauloa studoval v letech 1923 – 1926 malbu. Po návratu hospitoval u prof. Vokálka a prof. Jana Znoje na Čsl. keramické státní škole v Praze. Zažil dvě světové války a celkem čtyři režimy. Člověk vtipný a oblíbený, ovšem názorově nekonformní, nejednou zakoušel ubíjející skepsi i pocity nesvobody; zemřel nečekaně v samém rozpuku Pražského jara.

## Tvorba
Žil a tvořil také ve Francii a v Itálii. Přestože v bouřlivých a výstředních dvacátých letech 20. století pobýval v Paříži, modernismus v sobě neobjevil a setrval nakonec u srozumitelné zobrazivé formy, inklinoval k realistickému proudu, vycházejícímu z klasické akademické malby. V třicátých letech se věnoval též společenské satiře, od karikatury po kreslené vtipy, a také užité a reklamní grafice; spolupracoval s deníky a časopisy. Společně se Zdeňkem Burianem se podílel na redigování poválečného časopisu výtvarné kultury Skutečnost. Pražský rodák, nadšený obdivovatel rodného města, spojil svoji tvorbu především s metropolí, ale oblíbil si též krajinu Vysočiny, hlavně Doubravník, kde po řadu let trávíval s rodinou letní prázdniny, rybařil a maloval. Klidnou romantikou dýchají především jeho plenérové obrazy a květinové kompozice, o malířově smyslu pro detail a pro hru světel vypovídají zátiší s dary přírody, teplem sálají přístavy vzdálených moří. Stolař byl také nadaný portrétista („Děvče s holuby“, „Dívka s kytarou“, „Říkali mu Dědek“) a dovedl si pohrát s výjevy z obyčejných lidských životů, jak napovídá třeba cyklus „Přijel cirkus“ či obraz „Krejčovská dílna“. Kromě olejomaleb, akvarelů a kreseb najdeme v jeho díle i drobné plastiky a keramiku, připomínku jeho studia na keramické škole.
Člen Spolku výtvarníků Praha

### Výstavy
- Francouzský (Denisův) institut Praha 1927
- Rubešova galerie Praha 1949

## Galerie

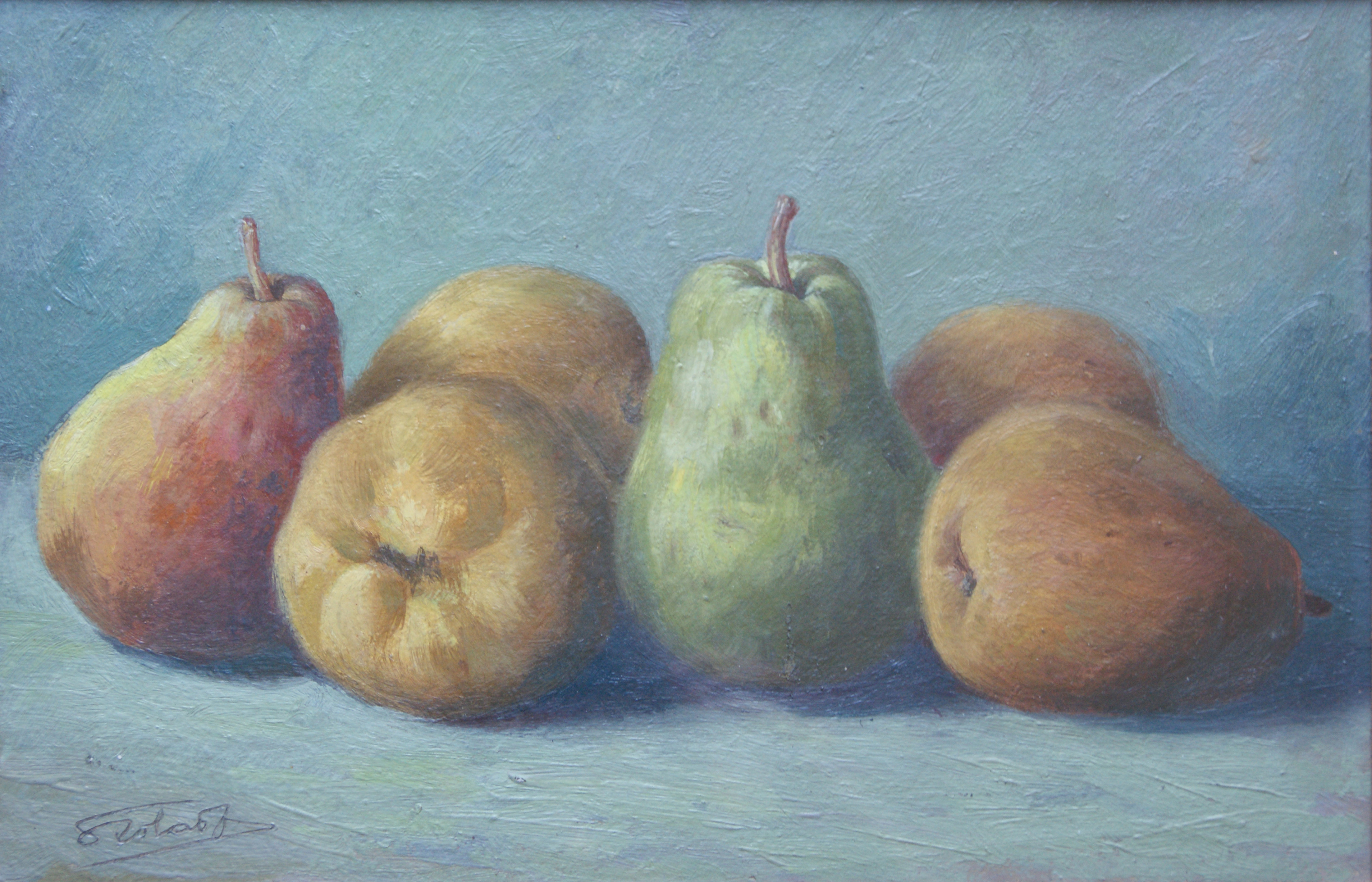
Hrušky
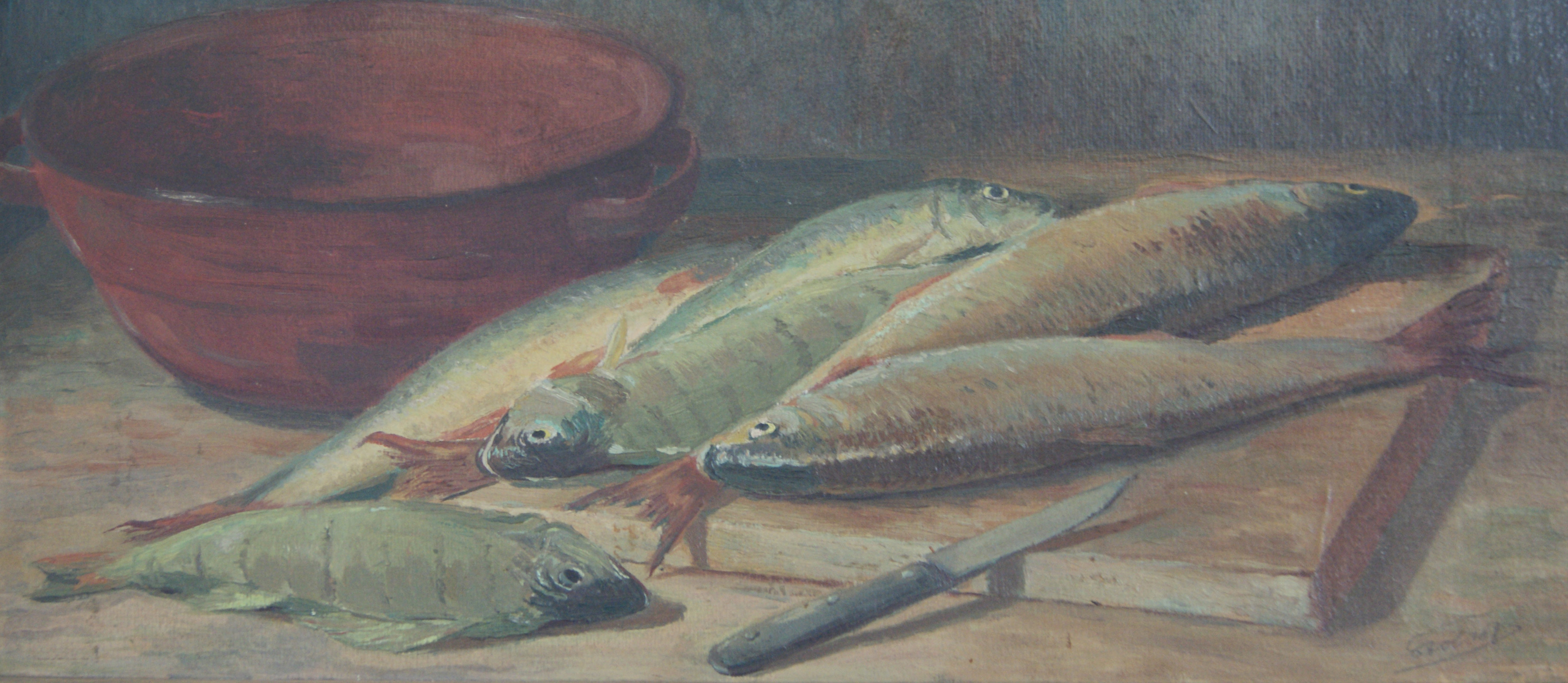
Zátiší s rybami
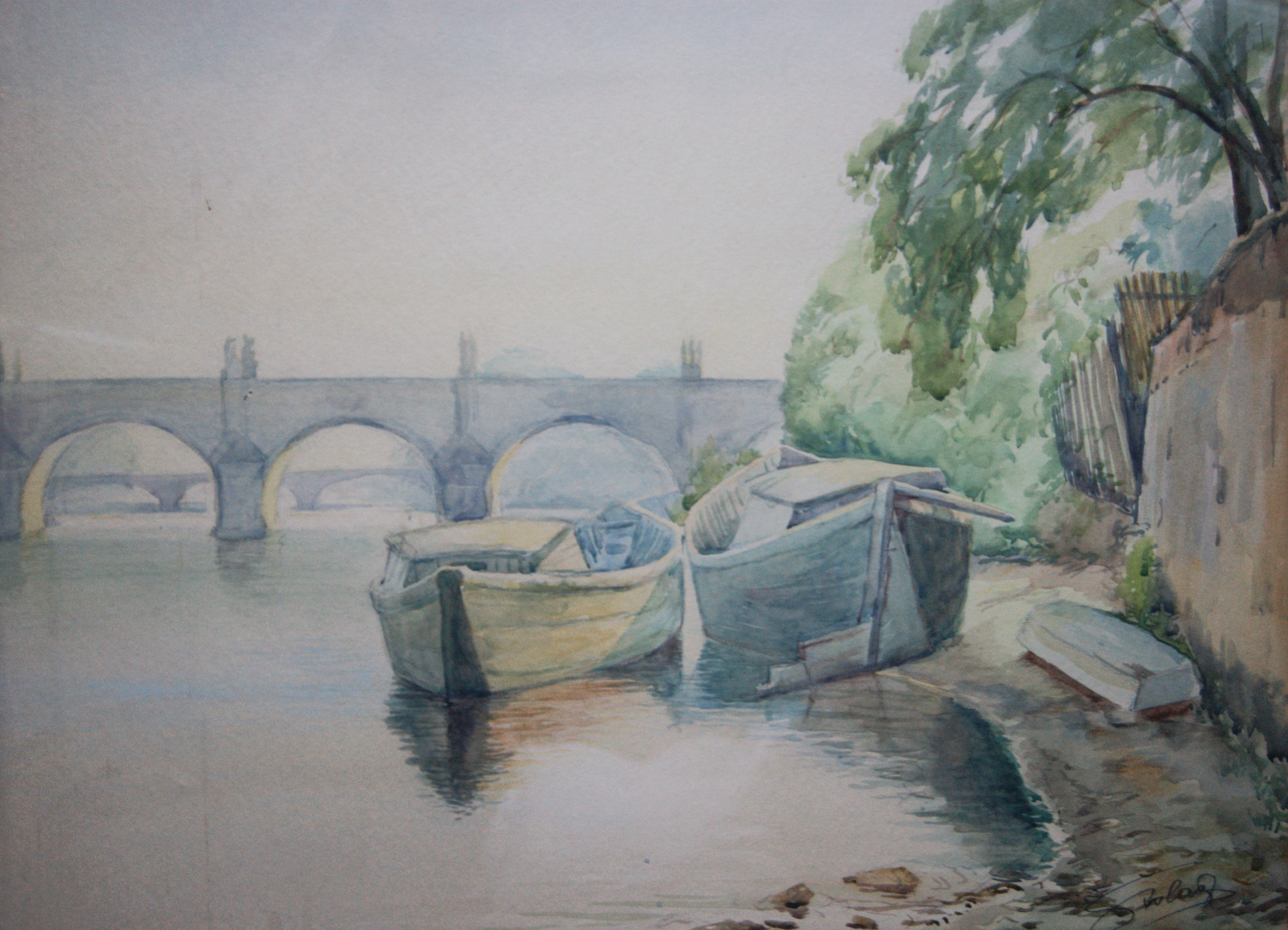
Podvečer na Vltavě